# Tezozomoctli (Cuitlahuac Tizic)
Tezozomoctli (1415 – 1483) è stato il tlatoani (regnante) di Tizic, una suddivisione dello stato precolombiano Nahua di Cuitlahuac, dall'anno 1415 fino alla morte avvenuta nel 4 Canna (1483)..